# Chinees Taipei op de Olympische Winterspelen 2018
Chinees Taipei was een van de deelnemende landen aan de Olympische Winterspelen 2018 in Pyeongchang, Zuid-Korea.
Bij de twaalfde deelname van het land aan de Winterspelen werd voor de negende keer deelgenomen in het rodelen en voor de tweede keer in het langebaanschaatsen. Lien Te-An was de vlaggendrager bij de openingsceremonie.

## Deelnemers en resultaten
(m) = mannen, (v) = vrouwen 

### Rodelen
Mannen
| Olympiër (deelname) | Onderdeel    | Resultaat | Prestatie                                                                                               |
| ------------------- | ------------ | --------- | --- |
| Lien Te-An (2)      | mannen enkel | 38e       | run 1: 52,121 (+4,469) (39e) run 2: 51,472 (+3,847) (39e) run 3: 50,545 (+3,011) (40e) totaal: 2.38,309 |

### Schaatsen
| Olympiër (deelname) | Onderdeel      | Resultaat | Prestatie        |
| ------------------- | -------------- | --------- | ---------------- |
| Sung Ching-yang (2) | 500 meter (m)  | 34e       | 35,86 (+1,45)    |
| Tai William         | 1500 meter (m) | 34e       | 1.50,63 (+6,62)  |
|                     |                |           |                  |
| Huang Yu-ting       | 500 meter (v)  | 22e       | 38,98 (+2,04)    |
| Huang Yu-ting       | 1000 meter (v) | 20e       | 1.16,44 (+2,88)  |
| Huang Yu-ting       | 1500 meter (v) | 26e       | 2.18,84 (+24,49) |